# Охотнікова Олена Миколаївна
Охотнікова Олена Миколаївна — лікар-педіатр, доктор медичних наук, професор. Завідувач кафедри педіатрії № 1 НМАПО імені П. Л. Шупика.

## Біографічні відомості
1974 р. закінчила з відзнакою педіатричний факультет Київського медичного інституту ім. О. О. Богомольця за спеціальністю «педіатрія». Учениця професорів М. І. Спірова, Д. О. Зазибіна, В. Д. Чеботарьової,П. М. Гудзенка , П. С. Мощича, члена-кореспондента НАН, АМН України, РАМН В. М. Сидельникова.
Лютий 1975 р. — липень 1975 р. — дільничний педіатр Дарницької дитячої поліклініки Києва.
1975—1979 рр. — лікар-педіатр Дитячої спеціалізованої клінічної лікарні № 14 ,
1995—2006 рр. — доцент, з березня 2006 р. по вересень 2007 р. — професор кафедри, з жовтня 2006 р. — завідувач кафедри педіатрії № 1.
З 1980 р. по наш час — кафедра педіатрії № 1 Київського інституту вдосконалення лікарів (Національна медична академія післядипломної освіти імені П. Л. Шупика).

## Освіта
1968—1974 рр. навчалась на педіатричному факультеті Київського медичного інституту ім. О. О. Богомольця.
14 травня 1985 року захистила кандидатську дисертацію за темою: «Клініко-ензимологічна характеристика ревматоїдного артриту, системного червоного вовчаку і ревматизму у дітей» (науковий керівник — проф. М. В. Бондар).
29 березня 2005 року захистила докторську дисертацію за темою: «Профілактика і рання діагностика бронхіальної астми у дітей» (науковий консультант — проф. О. Л. Ласиця).

## Наукова та громадська діяльність
З 1997 р. бере участь у проведенні міжнародних клінічних випробувань III фази.
З 2006 р. — керівник науково-дослідних робіт кафедри. З 1997 р. Головний дослідник у проведенні клінічних випробувань лікарських препаратів.
Консультує хворих у базових і позабазових відділеннях базової лікарні. Бере участь у консиліумах важких у діагностичному плані та за станом здоров'я хворих дітей, у патолого-анатомічних конференціях. Систематично проводить клінічні обходи, рецензує історії хвороб померлих від різноманітної патології дітей.
Учасник Експертних комісій МОЗ України. Позаштатний спеціаліст з дитячої алергології МОЗ України. Голова клінічної комісії педіатричного факультету та асоційованим членом комісії з клінічної роботи НМАПО імені П. Л. Шупика, віце-президент Асоціації алергологів України і голова Київської обласної асоціації педіатрів, член редколегії 7 провідних профільних медичних журналів України: «Сучасна педіатрія», «Педиатрия. Восточная Европа», «Астма та алергія», «Імунологія та алергологія», «Клінічна імунологія. Алергологія. Інфектологія», «Дитячий лікар», «Алергія у дитини».

## Учні
Підготувала 2 кандидати медичних наук, 6 магістрів. Зараз — керівник 3 аспірантів очної форми навчання і 1 докторанта.

## Патенти
1. На винахід № 42933 А 7 А61К31/00, А61Р11/00 від 15.11.2001 «Спосіб лікування бронхіальної астми у дітей», 10.12.2001 р. (співавт. Ласиця О. Л., Курашова О. М.)
2. На корисну модель № 4637 7 А61К31/00 від 17.01.2005 «Спосіб лікування інфекційно-залежної форми бронхіальної астми у дітей», співавт. Ласиця О. Л.) і 3 раціоналізаторських пропозицій.

## Ключові публікації
Автор і співавтор понад 556 публікацій, серед яких 2 підручника, 11 науково-методичних посібників, 1 монографія, 3 методичні рекомендації, 2 довідника.
1. Комплексное лечение ювенильного ревматоидного артрита: Учебн. пос. — Лекция: Москва, ЦОЛИУВ, 1984. — 30 с. (соавт. М. В. Бондарь, И. А. Кузьменко, В. Н. Стеценко)
2. Диагностика и лечение ювенильного ревматоидного артрита. — Метод. реком.: Киев, МЗ УССР, 1987. — 18 с. (соавт. М. В. Бондарь, И. А. Кузьменко, В. Н. Стеценко)
3. Педиатрия. — Сборник тестовых вопросов и ответов. АМиК, Освіта, Киев. — 1993. — 229 с. (соавт. О. И. Ласица, И. А. Кузьменко, В. Н. Стеценко, Г. А. Мальченко, А. Е. Ревуцкая, К. В. Меллина, Н. К. Тихомирова)
4. Охотникова Е. Н. Неотложная медицинская помощь (сборник тестовых вопросов и ответов) / . — Уч.-метод. пос. — Киев, Вища школа, 1995. — С. 93-111. (соавт. О. И. Ласица, А. И. Трещинский, Ф. С. Глумчер)
5. Современные аспекты этиопатогенеза, клиники, диагностики и дифференциальной диагностики бронхиальной астмы у детей раннего возраста. — Метод. реком. — Киев. — 2000. — 31 с. (соавт. О. И. Ласица)
6. Діагностика та лікування бронхіальної астми у дітей. — Навчально-метод. посібник. — К.: Інтертехнодрук. — 2006. — 108 с. (співавт. О. Л. Ласиця)
7. Дитяча алергологія. Збірник питань та тестових завдань для слухачів циклів спеціалізації та передатестаційної підготовки за фахом. — Навчально-метод. посібник. — Київ, 2008. — 228 с. (колектив авторів під ред. О. Л. Ласиці).
8. Охотнікова О. М. Основи вакцинації та її особливості у дітей з алергічними захворюваннями. — Навчально-методичний посібник. — Київ, 2010. — 87 с. БКК 57.3+54.1+51.9я73 092, ISBN 978-966-391-073-4 (співавт. Н. Ю. Яковлева).
9. Охотнікова О. М. Фармакотерапія захворювань органів дихання у дітей. Розділ «Бронхіальна астма» (с. 76-126). — Навчально-інформаційний посібник. — К.: Приватна друкарня ФО-П Петришин Г. М. — 2011. — 496 с. ББК 55.142.576.3 В 68, ISBN 966-96180-21-29. (колектив авторів під. ред. акад. НАМНУ Ю. Г. Антипкіна)
10. Охотнікова О. М. Довідник з алергології (довідник лікаря, науково-методичне видання), 2-ге видання, перероблене та доповнене, розділ 11.1 Протоколи, С. 270—296. (за ред. Б. М. Пухлика)
11. Збірка протоколів надання медичної допомоги при алергічних захворюваннях / Всеукраїнська громадська організація «Асоціація алергологів України». — Вінниця: ПП «Едельвейс і К», 2011. — 169 с. (100—169) (колектив авторів під ред. Б. М. Пухлика)
12. Рідкісний діагноз у практиці педіатра і дитячого аллерголога. — Навчальний посібник. — Київ, 2012. — 167 с. УДК 616—053.2/.5-07(07) БКК 57.3я73, ISBN 978-966-391-074-1 (колектив авторів під ред. О. М. Охотнікової).
13. Охотнікова О. М. Алергічні захворювання у дітей (Педіатрія. Національний підручник для післядипломної освіти) — Педіатрія. Національний підручник (за ред. В. В. Бережного). — Київ, 2013. — Розділ 8. — С. 473—577.
14. Охотнікова О. М. Рекомендации по диагностике и лечению бронхиальной астмы у детей по данным последнего Международного консенсуса (International Consensus on (ICON) pediatric asthma) и обновленного украинского протокола // Клінічна імунологія. Алергологія. Інфектологія. — Київ, 2013. — Збірник клінічних рекомендацій (видання для лікаря-практика). — С. 35-52.
15. Охотнікова О. М. Використання респіросонографії у діагностиці бронхообструктивного синдрому у дітей молодшого віку / Т. М. Ткачова, С. М. Руденко // Методичні рекомендації (114.14/314.14). — Київ, 2015. — 20 с.
16. Уніфікований протокол первинної медичної допомоги. Кашель у дорослих. Кашель у дітей // МОЗ України Наказ № від 25.06.2014
17. Охотнікова О. М. Функціональні методи дослідження органів дихання у дітей. Пневмотахометрія / Т. М. Ткачова, С. М. Руденко // Навчально-методичний посібник. — Київ, 2015. — ВБ «Аванпост-Прим». — 95 с. (УДК 616.233/.248-072.7-053.2)
18. Охотнікова О. М. Дитяча алергологія. Збірник питань та тестових завдань для слухачів циклів спеціалізації та передатестаційной підготовки за фахом / К. В. Мелліна, О. І. Усова, Н. Ю. Яковлева та ін. // Навчальний посібник. — Київ, 2014. — 228 с.
19. Алергічний риніт у дітей (монографія) / Д. І. Заболотний, А. А. Лайко, О. М. Охотнікова та ін. — Київ: Логос, 2016. — 216 с.
20. Хронічний риніт у дітей: диференційна діагностика, принципи лікування та профілактика / Д. І. Заболотний, А. А. Лайко, О. М. Охотнікова та ін. // Навчально-методичний посібник. — Київ. — Логос. — 2016, 238 с: Іл. — Бібліограф. ISBN 978-617-7442-08-09. ББК 57.33риніт.я7+56.8я
21. Атопічний дерматит. Уніфікований клінічний протокол первинної, вторинної (спеціалізованої), третинної (високоспеціалізованої) допомоги / Колектив авторів // Наказ МОЗ України № 670 від 04.07.2016[4]
22. Okhotnikova E., Sharikadze E., Yuriev S. The clinical efficacy of sublimgual allergen-specific immunotherapy in children aged 3-5 years // EUREKA: Health Sciences. — 2016. — № 6, vol. 6 (6). — P. 3-9.